# Peugeot 202
O Peugeot 202 foi um sedan produzido pela montadora francesa Peugeot entre 1938 e 1942, depois disso, apenas 20 unidades foram produzidas no início de 1945. A produção reiniciou em 1946, e ele foi vendido até 1949, quando foi substituído pelo 203. 
A produção teve início em janeiro de 1938, e o carro foi oficialmente lançado em 2 de março de 1938 num jantar de apresentação para a imprensa especializada no parque Bois de Boulogne em Paris.